# Championnat de RDA de football 1948
Navigation
(Gauligen
1944-1945) Ostzonen-
meisterschaft 1949
La saison 1948 du Championnat de RDA de football fut la première édition "officieuse" du championnat de première division en RDA. 
Il s'agit encore à l'époque de la zone d'occupation soviétique (en allemand : Ostzonemeisterschaft). Deux clubs de chacun des 5 Länder participèrent à ce championnat : le champion et le vice-champion. Le vainqueur de la compétition se qualifièrent pour la phase finale nationale allemande.
Le SG Planitz remporte la compétition en s'imposant en finale face au SG Freiimfelde Halle et obtient son billet pour la phase finale du Championnat d'Allemagne.
Théoriquement, le champion de la "zone Est" devait prendre part à la phase finale championnat allemand où il devait affronter le 1.FC Nuremberg en quarts de finale à Stuttgart. Mais les autorités militaires soviétiques n'autorisèrent pas le SG Planitz à participer.

## Les 10 clubs participants
- Land de Brandebourg :
  - SG Cottbus-Ost
  - SG Babelsberg

- Land de Mecklembourg-Poméranie-Occidentale :
  - SG Schwerin
  - SG Wismar-Süd

- Land de Saxe :
  - SG Planitz
  - SG Meerane

- Land de Saxe-Anhalt :
  - SG Freiimfelde Halle
  - Sportfreunde Burg

- Land de Thuringe :
  - SG Weimar-Ost
  - SG Sömmerda

## Compétition

### Tour préliminaire
| 13 juin 1948 | Sportfreunde Burg | 1 – 0 | SG Sömmerda | Ernst Abbe Sportfeld, Iéna |
|              |                   |       |             | Spectateurs : 20 000       |

| 13 juin 1948 | SG Meerane | 3 – 1 | SG Babelsberg | Westsachsenstadion, Planitz |
|              |            |       |               | Spectateurs : 10 000        |

### Quarts de finale
| 20 juin 1948 | SG Meerane | 2 – 1 ap | Sportfreunde Burg | Leipzig              |
|              |            |          |                   | Spectateurs : 15 000 |

| 20 juin 1948 | SG Schwerin | 1 – 3 | SG Planitz | Schwerin             |
|              |             |       |            | Spectateurs : 11 000 |

| 20 juin 1948 | SG Cottbus-Ost | 0 – 1 ap | SG Weimar-Ost | Cottbus              |
|              |                |          |               | Spectateurs : 15 000 |

| 20 juin 1948 | SG Freiimfelde Halle | 3 – 1 | SG Wismar-Süd | Halle                |
|              |                      |       |               | Spectateurs : 10 000 |

### Demi-finales
| 27 juin 1948 | SG Freiimfelde Halle | 5 – 2 | SG Meerane | Magdebourg           |
|              |                      |       |            | Spectateurs : 10 000 |

| 27 juin 1948 | SG Planitz | 5 – 0 | SG Weimar-Ost | Hans-Steyer-Stadion, Dresde |
|              |            |       |               | Spectateurs : 25 000        |

### Finale
| 4 juillet 1948 | SG Planitz | 1 – 0 | SG Freiimfelde Halle | Probstheidaer Stadion, Leipzig                  |                                                 |
|                | Weiß 38e   |       |                      | Spectateurs : 40 000 Arbitrage : Kurt Liebscher | Spectateurs : 40 000 Arbitrage : Kurt Liebscher |

## Bilan de la saison
| Championnat de RDA de football 1948 |                        |
| Champion                            | SG Planitz (1er titre) |
| Promotions et relégations           |                        |
| Promus en Ostzonenmeisterschaft     | Aucun                  |
| Relégués en DDR-Liga                | Aucun                  |